# Mariela Montero
Mariela Rosana Montero Ríos (sinh ngày 27 tháng 9 năm 1980) là một người mẫu, diễn viên, ca sĩ và nhân vật nổi tiếng người Argentina. Cô được biết đến khi tham gia chương trình thực tế của Telefe Gran Hermano 2007 và cũng được biết đến ở Chile khi tham gia chương trình thực tế của Televisión Nacional de Chile Pelotón VIP năm 2009.

## Tiểu sử
Mariela Montero sinh ra ở Salta, Argentina. Cô là con gái của Jose Montero và Marta Ríos. Cô bắt đầu hát do cha cô thuộc một nhóm nhạc dân gian. Ở tuổi thiếu niên, cô đã học 5 năm trong các hội thảo về nhà hát. Cô học giảng dạy sân khấu và nghệ thuật thị giác ở Salta.
Từ năm 2009, sau khi tham gia chương trình thực tế Chile Pelotón, cô sống ở Chile và có chồng là một người Chile tên là Rodrigo Roa, một kiến trúc sư của Concepción.

## Nghề nghiệp
Trước khi vào nhà của Gran Hermano, việc cô tìm kiếm liên tục cơ hội phát triển cá nhân đã khiến nó vượt qua giới hạn của quê hương chồng, và cô đã sống vài năm ở Hoa Kỳ, nơi cô học tiếng Anh và diễn xuất với Đạo diễn người Venezuela, ông Jorge Trujillo và xuất hiện trong một số tiểu thuyết và ở Ý, nơi cô không chỉ hoàn thiện ngôn ngữ của cả hai quốc gia mà còn học sân khấu và phát triển sở thích âm nhạc của mình.
Khi trở về Salta, cô làm việc như một người quảng bá và tiếp tục các lớp diễn xuất với giáo viên và giám đốc nhà hát, ông Jorge Renoldi và bắt đầu thực hiện một số vở kịch với đạo diễn nhà hát Rafael Monti tham gia các vở kịch.
Cô đã trở nên nổi tiếng vào năm 2007 khi tham gia Gran Hermano 2007, nơi cô vào chung kết nhờ hồ sơ thấp và tính cách được xác định rõ. Montero đứng ở vị trí thứ ba với 923.628 phiếu bầu.
Vào tháng 9 năm 2008, một ban nhạc tên là Semilla Explosiva đã sáng tác cho cô một chủ đề "Chica Clandestina" (Cô gái Clandestine). Vào tháng 11 năm 2008, cô đã phát hành album âm nhạc đầu tiên của mình.
Năm 2009, cô được biết đến ở Chile, nơi cô tham gia chương trình thực tế của Televisión Nacional de Chile Pelotón VIP, mà tất cả những người tham gia đều phải tuân thủ các kỹ năng huấn luyện quân sự nghiêm ngặt hàng ngày. Nhờ tính cách và màn trình diễn tốt, đã vượt qua nhiều bài kiểm tra và khó có thể ở lại chương trình đó, cô đã giành được tình cảm của người xem và do đó trở thành một trong những mục yêu thích. Trong chương trình thực tế đó, cô đã chiến đấu với người mẫu Chile và người từng tham gia Bailando por un Sueño 2008, Kenita Larraín bởi một người bạn trai cũ của cả Fabián Rodriguez (bạn trai hiện tại của Nazarena Vélez). Vào năm đó, chính thức ra mắt album âm nhạc của cô tại Chile trong một quán bar, cùng với bạn trai Rodrigo Roa. Trong sự kiện, cô nói:
Tôi luôn muốn hát. Tôi tìm thấy mình và tôi đã làm. Thực tế, chính tôi là người đã viết chủ đề  
Montero cũng được mời tới các chương trình của truyền hình Nacional de Chile Animal Nocturno và Buenos Dias một Todos, và Chilevisión Primer Plano và Teatro en Chilevisión, bà là người panelist vui chơi giải trí và hiển thị chương trình kinh doanh của La Red Intrusos en la truyền hình mình đang ở đâu trong Tháng 2 năm 2010, cô là ứng cử viên cho Nữ hoàng Lễ hội Viña del Mar